# Gnomidolon pubicolle
Gnomidolon pubicolle là một loài bọ cánh cứng trong họ Cerambycidae.